# Kutulik
Kutulik (oroszul: Кутулик) település Kelet-Szibériában, Oroszország Irkutszki területén, az Uszty-ordinszkiji Burját körzetben. Az Alari járás székhelye.		
Lakossága: 4884 fő (a 2010. évi népszámláláskor).
Az Irkutszki terület déli részén, Irkutszk területi székhelytől országúton 180 km-re (vagy 163 km-re) északnyugatra helyezkedik el. Mellette halad az északnyugat–délkelet irányú M-53 jelű „Bajkál” főút, mely összeköti többek között a 31 km-re fekvő bányászvárossal, Cseremhovóval. Vasútállomás a transzszibériai vasútvonalon.
A Moszkvából Szibérián át vezető útvonal egyik postaállomásaként keletkezett a 18. század első harmadában. 1928-ban lett járási székhely.
A közeli Cseremhovóban született, de szüleivel Kutulikban élt Alekszandr Vampilov burját, orosz író, drámaíró. Egykori földszintes lakóházukban rendezték be a település helytörténeti múzeumát, melyet ismeretlenek 2013-ban felgyújtottak. Az író emlékmúzeuma külön épületben kapott helyet, ezért oda nem terjedt át a tűz.